# James J. Bulger
James Joseph "Whitey" Bulger, Jr. ([ˈbʌldʒər]); Boston, 3 de setembro de 1929 - Preston, 30 de outubro de 2018) foi um criminoso estadunidense descendente de irlandeses, tendo se tornado um dos mais procurados pelo FBI. Ele era procurado pela participação em 19 assassinatos cometidos nas décadas de 1970 e 1980. Ex-chefe da Winter Hill Gang, uma organização criminosa irlandesa situada em Boston, nos Estados Unidos, que controlava extorsão e tráfico de drogas. Era oferecida uma recompensa de dois milhões de dólares por informações que levassem à captura do criminoso. Foi preso na Santa Mônica, Califórnia, em 22 de junho de 2011, aos 81 anos. Morava em um apartamento à beira-mar e, junto com ele, foi presa também sua mulher, Catherine Elizabeth Greig., que logo depois também foi condenada a 8 anos de prisão, por ser cúmplice de um perigoso fugitivo do FBI.

## Assassinato

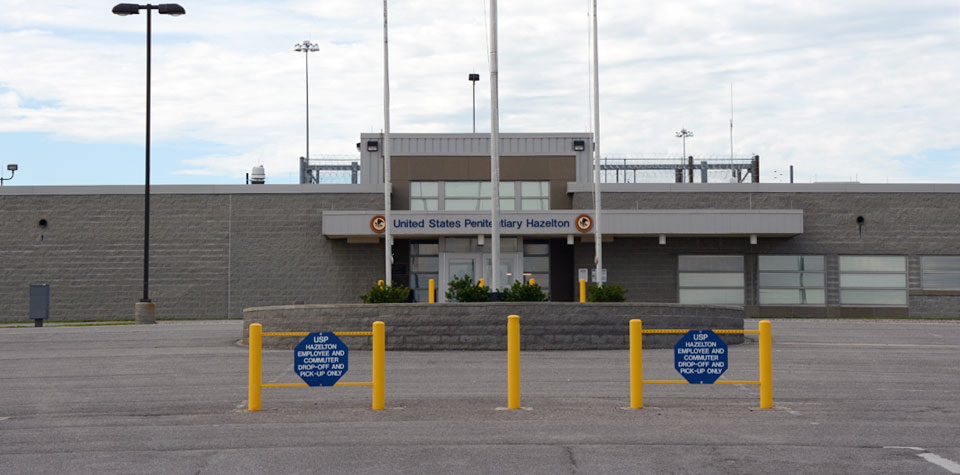
Ilustração.

Bulger foi transferido do Federal Transfer Centre em Oklahoma City para a Penitenciária dos Estados Unidos, em Hazelton, na Virgínia Ocidental, em 29 de outubro de 2018. Às 8:20 da manhã do dia 30 de outubro, Whitey de 89 anos foi encontrado sem vida na prisão. James estava em uma cadeira de rodas e havia sido espancado até a morte por vários presidiários armados com um cadeado embrulhado numa meia, e com uma faca, feita na prisão. Seus olhos quase foram arrancados e sua língua cortada. Este foi o terceiro homicídio na prisão num período de 40 dias. Guardas prisionais já tinham avisado o Congresso, poucos dias antes da morte mais recente de Hazelton, que as instalações estavam perigosamente deterioradas. O membro da máfia de Massachusets, Fotios "Freddy" Geas, é o principal suspeito de orquestrar o assassinato de Bulger. Ele não contestou seu papel no evento. Geas, então com 51 anos, e seu irmão foram condenados à prisão perpétua em 2011 por seus papéis em vários crimes violentos, incluindo o assassinato, em 2003, de Adolfo "Big Al" Bruno, um chefe da família do crime Genovese que foi baleado em um estacionamento em Springfield, Massachusetts.
Em 8 de novembro de 2018, uma missa fúnebre foi realizada para Bulger na Igreja de Santo Agostinho, em South Boston. Membros da família, incluindo seu irmão, o ex-presidente do Senado estadual de Massachusetts, William M. Bulger, e a irmã gêmea de Catherine Greig compareceram.
Bulger está enterrado no cemitério de St. Joseph, em West Roxbury, um bairro de Boston,  sob a lápide da família Bulger, com os nomes de seus pais.

## Cultura popular
- O filme Os Infiltrados de 2007, vencedor de vários Óscares, foi inspirado na história de Bulger e a sua relação com o FBI. Seu personagem é equivalente ao de Frank Costello, interpretado por Jack Nicholson.
- Foi interpretado por Johnny Depp no filme de 2015, Aliança do Crime, que narra a incrível história de troca de informações e favores entre o gângster e o FBI. O filme foi dirigo por Scott Cooper.

## Galeria

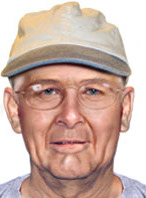
Foto retocada de James J. Bulger
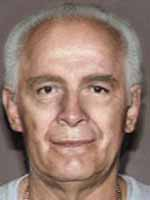
Foto retocada de James J. Bulger (2008)